# Sherry (Wisconsin)
Sherry – miasto w Stanach Zjednoczonych, w stanie Wisconsin, w hrabstwie Wood.